# Thaana
Thaana, taana o tāna (thaana: ތާނަ ) è il moderno sistema di scrittura della lingua maldiviana parlata nelle Maldive.
Ha caratteristiche sia di abugida (diacritica virama) sia di un alfabeto vero (dove tutte le vocali sono scritte) con consonanti derivate dai numeri arabi e indigeni, e vocali derivate da vocali diacritiche dell'abugida arabo. La sua ortografia è largamente fonemica.
Le origini del taana sono uniche tra gli alfabeti mondiali. Le prime nove lettere (h-v) derivano dai numeri arabi, e le successive nove (m-d) erano numeri indiani locali.
Le lettere rimanenti per i prestiti (z-ch) e le traslitterazioni arabe sono derivati foneticamente da consonanti native per mezzo di diacritici, con l'eccezione di y che è di origine sconosciuta.
Questo significa che il thaana è uno dei pochi alfabeti non derivati graficamente da un alfabeto semitico originale, eccetto per i numeri indiani (numerali brahmi).

## Lettere
Il thaana ha Unicode 1920-1983 (esadecimale 0780-07BF).
| Grafema | Nome       | Romanizzazione nasiri                                      | IPA                                                        |
| ------- | ---------- | ---------------------------------------------------------- | ---------------------------------------------------------- |
| ހ       | haa        | h                                                          | h                                                          |
| ށ       | shaviyani  | forse fra sh ed r forse ng                                 | ʃ/ɽ ŋ                                                      |
| ނ       | noonu      | n                                                          | n̪                                                          |
| ރ       | raa        | r                                                          | ɾ                                                          |
| ބ       | baa        | b                                                          | b                                                          |
| ޅ       | lha viyani | lh                                                         | ɭ                                                          |
| ކ       | kaafu      | k                                                          | k                                                          |
| އ       | alifu      | varia                                                      | vedi articolo                                              |
| ވ       | vaavu      | v                                                          | ʋ                                                          |
| މ       | meemu      | m                                                          | m                                                          |
| ފ       | faafu      | f                                                          | f                                                          |
| ދ       | dhaalu     | dh                                                         | d̪                                                          |
| ތ       | thaa       | th                                                         | t̪                                                          |
| ލ       | laamu      | l                                                          | l                                                          |
| ގ       | gaafu      | g                                                          | ɡ                                                          |
| ޏ       | gnaviyani  | gn                                                         | ɲ                                                          |
| ސ       | seenu      | s                                                          | s̺                                                          |
| ޑ       | daviyani   | d                                                          | ɖ                                                          |
| ޒ       | zaviyani   | z                                                          | z̺                                                          |
| ޓ       | taviyani   | t                                                          | ʈ                                                          |
| ޔ       | yaa        | y                                                          | j                                                          |
| ޕ       | paviyani   | p                                                          | p                                                          |
| ޖ       | javiyani   | j                                                          | dʒ                                                         |
| ޗ       | chaviyani  | ch                                                         | tʃ                                                         |
| ޘ       | ttaa       | caratteri per traslitterazione dall'arabo al maldiviano    | caratteri per traslitterazione dall'arabo al maldiviano    |
| ޙ       | hhaa       | caratteri per traslitterazione dall'arabo al maldiviano    | caratteri per traslitterazione dall'arabo al maldiviano    |
| ޚ       | khaa       | caratteri per traslitterazione dall'arabo al maldiviano    | caratteri per traslitterazione dall'arabo al maldiviano    |
| ޛ       | thaalu     | caratteri per traslitterazione dall'arabo al maldiviano    | caratteri per traslitterazione dall'arabo al maldiviano    |
| ޜ       | zaa        | traslitterazione dall'inglese al maldiviano                | ʒ                                                          |
| ޝ       | sheenu     | caratteri per la traslitterazione dall'arabo al maldiviano | caratteri per la traslitterazione dall'arabo al maldiviano |
| ޞ       | saadhu     | caratteri per la traslitterazione dall'arabo al maldiviano | caratteri per la traslitterazione dall'arabo al maldiviano |
| ޟ       | daadhu     | caratteri per la traslitterazione dall'arabo al maldiviano | caratteri per la traslitterazione dall'arabo al maldiviano |
| ޠ       | to         | caratteri per la traslitterazione dall'arabo al maldiviano | caratteri per la traslitterazione dall'arabo al maldiviano |
| ޡ       | zo         | caratteri per la traslitterazione dall'arabo al maldiviano | caratteri per la traslitterazione dall'arabo al maldiviano |
| ޢ       | aïnu       | caratteri per la traslitterazione dall'arabo al maldiviano | caratteri per la traslitterazione dall'arabo al maldiviano |
| ޣ       | ghaïnu     | caratteri per la traslitterazione dall'arabo al maldiviano | caratteri per la traslitterazione dall'arabo al maldiviano |
| ޤ       | qaafu      | caratteri per la traslitterazione dall'arabo al maldiviano | caratteri per la traslitterazione dall'arabo al maldiviano |
| ޥ       | waavu      | caratteri per la traslitterazione dall'arabo al maldiviano | caratteri per la traslitterazione dall'arabo al maldiviano |
| އަ       | aba fili   | a                                                          | ə                                                          |
| އާ       | aabaa fili | aa                                                         | əː                                                         |
| އި       | ibi fili   | i                                                          | i                                                          |
| އީ       | eebee fili | ee                                                         | iː                                                         |
| އު       | ubu fili   | u                                                          | u                                                          |
| އޫ       | ooboo fili | oo                                                         | uː                                                         |
| އެ       | ebe fili   | e                                                          | e                                                          |
| އޭ       | eybey fili | ey                                                         | eː                                                         |
| އޮ       | obo fili   | o                                                          | ɔ                                                          |
| އޯ       | oaboa fili | oa                                                         | ɔː                                                         |
| އް       | sukun      | varia                                                      | vedi articolo                                              |
| ޱ       | na viyani  | ṇ                                                          | ɳ                                                          |